# Calder Valley (circonscription du Parlement britannique)

Localisation de la circonscription au sein du Yorkshire de l'Ouest.

La circonscription de Calder Valley est une circonscription électorale britannique située dans le Yorkshire de l'Ouest.
Elle est créée en 1983 à partir de l'ancienne circonscription de Sowerby. Depuis 2010, elle est représentée à la Chambre des communes par Craig Whittaker, du Parti conservateur.

## Liste des députés
- 1983 : Donald Thompson (conservateur)
- 1997 : Christine McCafferty (travailliste)
- 2010 : Craig Whittaker (conservateur)
- 2024 : Josh Fenton-Glynn (travailliste)